# Aeropuerto Internacional de San Petersburgo-Clearwater
El Aeropuerto Internacional de Saint Petersburg-Clearwater (del inglés: St. Petersburg-Clearwater International Airport) (IATA: PIE, OACI: KPIE, FAA LID: PIE) es un aeropuerto público/militar en el Condado de Pinellas, Florida, Estados Unidos, que presta servicios en el Área de la Bahía de Tampa. Está justo en el límite municipal noreste de Pinellas Park, 14 km (9 millas) al norte del centro de San Petersburgo, 11 km (7 millas) al sureste de Clearwater y 27 km (17 millas) al suroeste de Tampa.
El Plan Nacional de Sistemas Aeroportuarios Integrados de la Administración Federal de Aviación (FAA) para 2017-2021 lo clasificó como una instalación de servicio comercial primario de centro pequeño.  En 2024, mostró un crecimiento de dos dígitos y manejó a 2.5 millones de pasajeros, estableciendo un récord
La mayor parte del tráfico aéreo regular en el área de la Bahía de Tampa utiliza el Aeropuerto Internacional de Tampa (TPA), 16 km (10 millas) al este, pero San Pete-Clearwater sigue siendo un destino para las aerolíneas de bajo costo. San Pete-Clearwater es una ciudad clave para Allegiant Air, con sede en Las Vegas. El aeropuerto también es menos transitado que Tampa y lo utilizan con frecuencia pilotos de aviones privados y jets ejecutivos.
El aeropuerto utiliza "Tampa Bay The Easy Way" (Bahía de Tampa de la manera más fácil) como eslogan publicitario y "Fly2PIE" en referencia a sus códigos IATA y FAA de tres letras.

## Enlaces externos

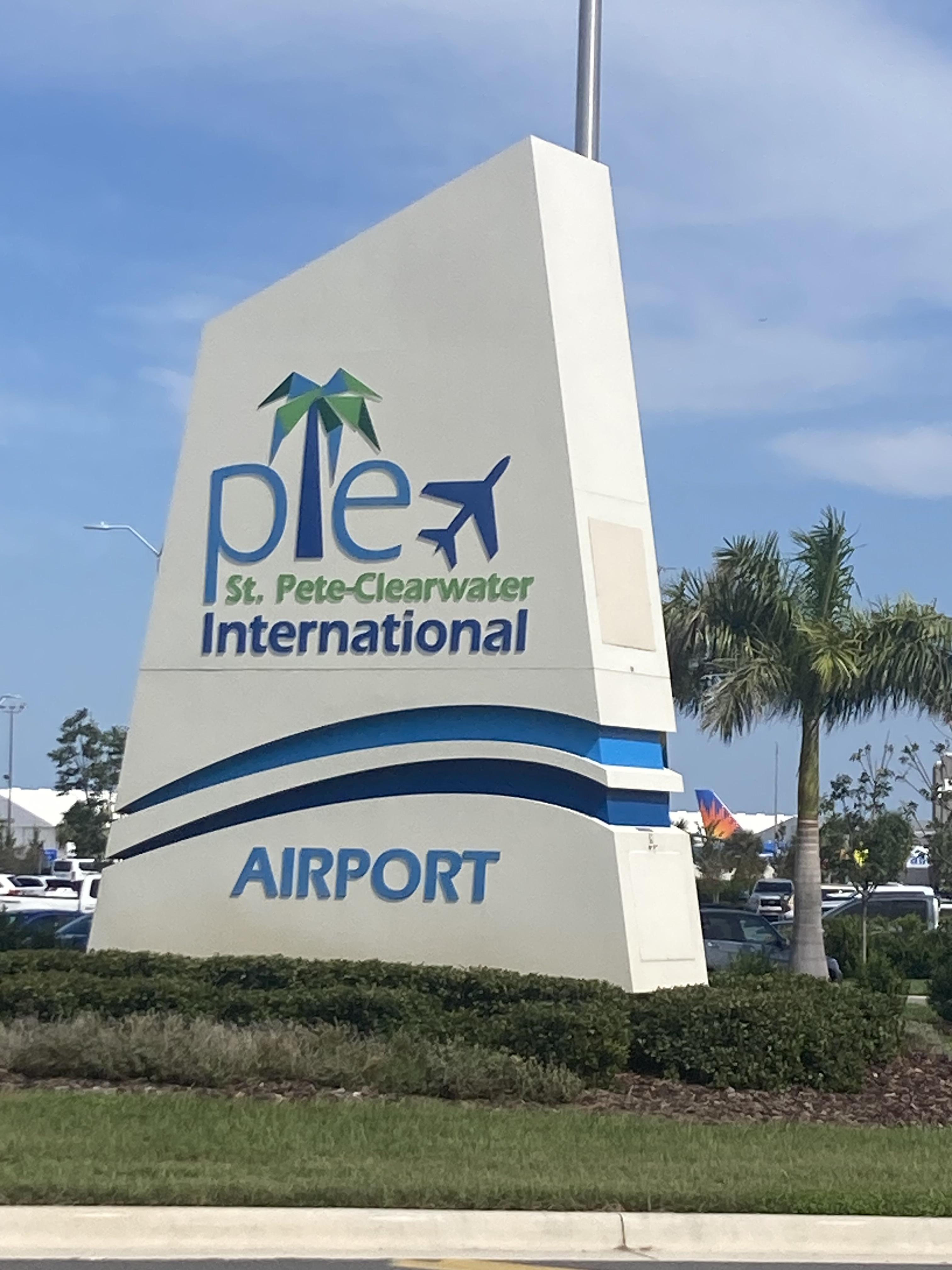
Señal del aeropuerto PIE.

## Aerolíneas y destinos

### Pasajeros
| Aerolíneas           | Destinos |
| -------------------- | --- |
| Allegiant Air        | Akron/Canton, Albany (NY), Allentown, Appleton, Asheville, Atlantic City (inicia el 13 de febrero de 2026), Bangor, Belleville/St. Louis, Bloomington/Normal, Cayo Hueso, Cedar Rapids/Iowa City, Charlotte/Concord, Chattanooga, Chicago/Rockford, Cincinnati, Clarksburg, Colorado Springs, Columbus–Rickenbacker, Dayton, Des Moines, Elmira, Evansville, Fayetteville/Bentonville, Flint, Fort Wayne, Grand Rapids, Greensboro, Greenville/Spartanburg, Hagerstown, Harrisburg, Huntington (WV), Huntsville (inicia el 6 de marzo de 2026), Indianápolis, Kansas City, Knoxville, Lexington, Louisville, Memphis, Moline/Quad Cities, Nashville, Newburgh, Niagara Falls, Omaha, Peoria, Pittsburgh, Richmond, Roanoke, Sioux Falls, South Bend, Springfield/Branson, Siracusa, Toledo, Traverse City Estacional: Fargo, Little Rock, Norfolk, Plattsburgh, Portsmouth, Tri-Cities (TN) |
| Sun Country Airlines | Estacional: Mineápolis/Saint Paul |

## Estadísticas

### Tráfico anual
| Año  | Pasajeros | Año  | Pasajeros | Año  | Pasajeros |
| ---- | --------- | ---- | --------- | ---- | --------- |
| 2004 | 1,333,069 | 2014 | 1,247,987 | 2024 | 2,458,674 |
| 2005 | 596,510   | 2015 | 1,645,402 | 2025 |           |
| 2006 | 389,997   | 2016 | 1,837,035 | 2026 |           |
| 2007 | 747,369   | 2017 | 2,055,269 | 2027 |           |
| 2008 | 742,380   | 2018 | 2,237,446 | 2028 |           |
| 2009 | 776,535   | 2019 | 2,288,692 | 2029 |           |
| 2010 | 776,087   | 2020 | 1,394,573 | 2030 |           |
| 2011 | 833,068   | 2021 | 2,036,251 | 2031 |           |
| 2012 | 865,942   | 2022 | 2,445,919 | 2032 |           |
| 2013 | 1,017,049 | 2023 | 2,494,952 | 2033 |           |